# Dimitar Rumencsev
Dimitar Rumencsev (bolgár: Димитър Руменчев) (Szófia, 1919. január 6. – 1993. március 2.) bolgár nemzetközi labdarúgó-játékvezető.

## Pályafutása

### Nemzeti játékvezetés
Az I. Liga játékvezetőjeként 1968-ban vonult vissza. Első ligás mérkőzéseinek száma: 160.

### Nemzetközi játékvezetés
A Bolgár labdarúgó-szövetség Játékvezető Bizottsága (JB) terjesztette fel nemzetközi játékvezetőnek, a Nemzetközi Labdarúgó-szövetség (FIFA) 1958-tól tartotta nyilván bírói keretében. Több válogatott és nemzetközi klubmérkőzést vezetett, vagy működő társának partbíróként segített. A bolgár nemzetközi játékvezetők rangsorában, a világbajnokság-Európa-bajnokság sorrendjében többedmagával a 6. helyet foglalja el 3 találkozó szolgálatával. Az aktív nemzetközi játékvezetéstől 1968-ban búcsúzott. Válogatott mérkőzéseinek száma: 7.

#### Labdarúgó-világbajnokság
A világbajnoki döntőhöz vezető úton Chilébe a VII., az 1962-es labdarúgó-világbajnokságra és Angliába a VIII., az 1966-os labdarúgó-világbajnokságra a FIFA JB bíróként alkalmazta. 1962-ben a FIFA JB kifejezetten partbíróként foglalkoztatta. 1966-ban kettő csoportmérkőzésen, közte az Anglia–Uruguay találkozót vezető Zsolt István egyik segítője. Világbajnokságon vezetett mérkőzéseinek száma: 1 + 4 (partbíró).

##### 1962-es labdarúgó-világbajnokság

###### Világbajnoki mérkőzés
| Időpont          | Helyszín                      | Mérkőzés típusa              | Mérkőzés                   | Játékvezető                  | Eredmény | Nézők száma |
| ---------------- | ----------------------------- | ---------------------------- | -------------------------- | ---------------------------- | -------- | ----------- |
| 1962. június 7.  | Nemzeti Stadion, Santiago     | csoportmérkőzés (2. csoport) | Olaszország–Svájc          | Nyikolaj Gavrilovics Latisev | 3 : 0    | 59 828      |
| 1962. június 10. | El Teniente Stadion, Rancagua | egyik negyeddöntő            | Csehszlovákia–Magyarország | Nyikolaj Gavrilovics Latisev | 1 : 0    | 11 690      |

##### 1966-os labdarúgó-világbajnokság

###### Világbajnoki mérkőzés
| Időpont          | Helyszín                       | Mérkőzés típusa              | Mérkőzés                | Eredmény | Nézők száma |
| ---------------- | ------------------------------ | ---------------------------- | ----------------------- | -------- | ----------- |
| 1966. július 13. | Villa Park Stadion, Birmingham | csoportmérkőzés (B. csoport) | Argentína–Spanyolország | 2 : 1    | 48 000      |

#### Labdarúgó-Európa-bajnokság
Az európai-labdarúgó torna döntőjéhez vezető úton Spanyolországba az II., az 1964-es labdarúgó-Európa-bajnokságra az UEFA JB játékvezetőként foglalkoztatta.

##### 1964-es labdarúgó-Európa-bajnokság
Még nem voltak csoportok, az egyik selejtező mérkőzést irányíthatta.
| Időpont           | Helyszín                      | Mérkőzés típusa | Mérkőzés                | Eredmény | Nézők száma |
| ----------------- | ----------------------------- | --------------- | ----------------------- | -------- | ----------- |
| 1963. március 27. | Mithatpaşa Stadion, Isztambul | előselejtező    | Törökország–Olaszország | 0 : 1    | 27 290      |

##### 1968-as labdarúgó-Európa-bajnokság
| Időpont           | Helyszín              | Mérkőzés típusa           | Mérkőzés             | Eredmény | Nézők száma |
| ----------------- | --------------------- | ------------------------- | -------------------- | -------- | ----------- |
| 1967. február 22. | Mayis Stadion, Ankara | előselejtező (1. csoport) | Törökország–Írország | 2 : 1    | 31 100      |

#### Olimpiai játékok
Mexikó rendezte a XIX., nagy magasságú 1968. évi nyári olimpiai játékok olimpiai labdarúgó tornáját, ahol a FIFA JB bíróként alkalmazta. A FIFA JB elvárásának megfelelően, ha nem vezetett, akkor valamelyik működő társának segített partbíróként. Három csoportmérkőzésen és az egyik egyenes kieséses szakasz találkozóján volt a játékvezető segítő partbírója. Zsolt Istvánnak ezen a tornán is segített partbíróként, Zsolt viszont neki lengetett. Olimpián vezetett mérkőzéseinek száma: 1 + 4 (partbíró).

##### 1968. évi nyári olimpiai játékok
| Időpont           | Helyszín                   | Mérkőzés típusa              | Mérkőzés        | Eredmény |
| ----------------- | -------------------------- | ---------------------------- | --------------- | -------- |
| 1968. október 15. | Cuauhtémoc Stadion, Puebla | csoportmérkőzés (A. csoport) | Guinea–Kolumbia | 3 : 2    |